# عبد الله عبد الجبار
عبد الله عبد الجبار (1920م -7 مايو 2011م)، أديب وناقد ومسرحي سعودي، يُعد رائد النقد الحديث في الجزيرة العربية، وأحد العشرة الأوائل الذين حملوا الشهادة الجامعية من الطلبة السعوديين، وهو الأمين العام السابق لرابطة الأدب الحديث في مصر أثناء إقامته فيها في الأربعينات الميلادية، وقد لُقّبَ بشيخ النقاد.

## نشأته
ولد في مكة المكرمة عام 1919م، في حارة «سوق الليل» المجاورة للحرم المكي، وتلقى تعليمه الاولي وهو في الخامسة، على يد الفقيهة «جواهر عبد الهادي الفقيه»، ثم التحق بالمدرسة الفخرية العثمانية، وأكمل تعليمه بعد ذلك في مدرسة الفلاح، وعام 1936 انضم إلى البعثة السعودية في مصر، ودرس في كلية دار العلوم بجامعة فؤاد الأول (جامعة القاهرة حاليًا)، وتخرج فيها عام 1940 بشهادة في اللغة العربية والدراسات الإسلامية، ثم عاد إلى مكة ليعمل في مدرسة تحضير البعثات.

## مؤلفاته

### كتب
- كتاب «التيارات الأدبية في قلب الجزيرة العربية» طبع عام 1959 م بالقاهرة
- كتاب «قصة الأدب في الحجاز» والذي اشترك في تأليفه مع الدكتور المصري محمد عبد المنعم خفاجي، وطبع بالقاهرة عام 1958م.

### قصص
- قصة «أمي»
- قصة «ساعي البريد»

### مسرحيات
- مسرحية «الشياطين الخرس»: وهي مسرحية من تأليف عبد الله عبد الجبار في الستينات الميلادية من القرن المنصرم، وهي مسرحية إبداعية رائدة تمثل العمل المسرحي في اوجه في منطقة الحجاز، وتقدم نقداً سياسياً واجتماعياً راقياً، اشاد بها معاصروها من أهل الاختصاص، واعتبروها النموذج الارقى للابداع المسرحي، وهي مسرحية رمزية، كان لها الصدى الأوسع منذ كتابتها وحتى اليوم.

### في الإذاعة
- «العم سحتوت»[4]